# لورمتازپام
لورمتازپام (انگلیسی: Lormetazepam) (با نام تجاری Noctamid) یک مشتق 3-هیدروکسی بنزودیازپین با اثر کوتاه تا متوسط و آنالوگ تمازپام است. این دارو دارای خواص خواب آور، ضد اضطراب، ضد تشنج، آرام بخش و شل کننده عضلات اسکلتی است.
لورمتازپام و سایر داروهای بنزودیازپین به عنوان تعدیل کننده های مثبت در مجتمع گیرنده بنزودیازپین گابا A عمل می کنند. لورمتازپام به گیرنده بنزودیازپین متصل می شود که به نوبه خود اثر گیرنده گاباآ را افزایش می دهد و اثرات درمانی و همچنین عوارض جانبی آن را ایجاد می کند. هنگامی که لورمتازپام به مقدار کافی به مکان های گیرنده بنزودیازپین متصل می شود، آرام بخش ایجاد می کند که از نظر بالینی به عنوان یک درمان درمانی برای بی خوابی استفاده می شود.